# Lagoa de São Francisco
Lagoa de São Francisco é um município brasileiro do estado do Piauí.

## História
Inicialmente chamava-se Lagoa dos Cláudios, depois Lagoa Redonda, posteriormente, o seu nome foi modificado para Lagoa de São Francisco por causa da devoção ao santo católico.
Em 26 de janeiro de 1994, a lei nº 4.680/94 decretou a emancipação de Lagoa de São Francisco, desmembrando-a de Pedro II e Piripiri.